# Schach-Europameisterschaft der Frauen 2019

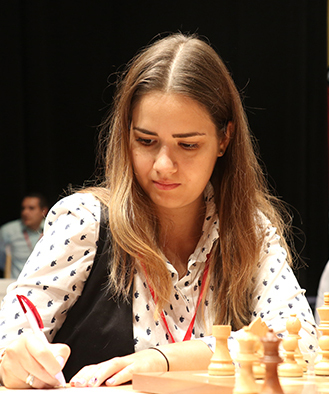
Alina Kaschlinskaja, Europameisterin 2019

Die Schach-Europameisterschaft der Frauen 2019 (offiziell European Women’s Individual Chess Championship 2019) war die 20. Austragung einer Schach-Europameisterschaft der Frauen und fand vom 11. bis 22. April 2019 im türkischen Antalya statt. Das Turnier nach Schweizer System wurde von der European Chess Union veranstaltet. Siegerin wurde die Russin Alina Kaschlinskaja.

## Organisation

### Modus
Gespielt wurde nach Schweizer System über eine Dauer von elf Runden. Als Bedenkzeit hatten die Spielerinnen jeweils eine Startzeit von 90 Minuten, die nach dem 40. Zug um weitere 30 Minuten erweitert wurde. Zudem gab es ein Zeitinkrement von 30 Sekunden bereits ab dem ersten Zug. Bei Punktgleichheit wurde nach der durchschnittlichen Elo-Zahl der Gegnerinnen (ausgenommen des schlechtesten) unterschieden. Danach zählten die Buchholz-Wertung (in der ersten Anwendung abzüglich der schlechtestgewerteten Gegnerin) und das direkte Duell falls vorhanden.
Die Teilnahme stand grundsätzlich allen Mitgliedern der europäischen nationalen Verbänden frei. Spielerinnen aus dem suspendierten bulgarischen Schachverband mussten unter der Flagge der European Chess Union antreten.

### Preisgeld
Insgesamt wurden 60.000 Euro an Preisgeldern ausgeschüttet. Aus dem Teilnehmerfeld erhielten die 20 bestplatzierten Spielerinnen eine Prämie von mindestens 1000 €; die Siegerin erhielt 10.000 €. Darüber hinaus gab es Spezialpreise von bis zu 1000 € für die drei besten türkischen Spieler, die drei besten U-14-Junioren sowie die drei besten türkischen U-14-Junioren. Außerdem wurde den vier besten Mitgliedern der Association of Chess Professionals, welche sonst keinen der Preisplätze besetzten, eine Prämie von jeweils 1000 € gezahlt.

## Ergebnis
Insgesamt nahmen 130 Spielerinnen teil. Mit 20 Teilnehmerinnen stellte der Schachverband Russlands die größte Gruppe. Aus dem Gastgeberland Türkei meldeten sich 16 Teilnehmerinnen, dahinter folgten Aserbaidschan und die Ukraine mit jeweils zehn Spielerinnen. Aus Deutschland nahmen fünf Frauen an der Europameisterschaft teil.
Nach Abschluss aller elf Runden kam es zum Punktgleichstand zwischen fünf Spielerinnen. Die Bulgarin Antoaneta Stefanowa hatte aufgrund eines durchwachsenen Starts die schwächsten Gegnerinnen und platzierte sich durch die Feinwertung auf dem fünften Rang. Die Ukrainerin Inna Gaponenko hatte nach der zehnten Runde alleine geführt, verlor ihre letzte Partie jedoch, sodass sie am Ende nur Vierte wurde. Elisabeth Pähtz als beste Deutsche schaffte es aufs Podium, obwohl sie aus den Top 10 nur gegen Stavroula Tsolakidou eine Partie spielte; Silber ging an die Französin Marie Sebag. Europameisterin jedoch wurde die Russin Alina Kaschlinskaja, die gegen Sebag remis spielte und gegen Gaponenko verlor, aber insgesamt den höchsten Elo-Durchschnitt ihrer Gegnerinnen vorweisen konnte.
Über die Europameisterschaft qualifizierten sich 14 Spielerinnen für den Schach-Weltpokal der Frauen 2021.
| Platz | Teilnehmerin         | Elo-Zahl | Punkte | AROC1 |
| ----- | -------------------- | -------- | ------ | ----- |
| 01.   | Alina Kaschlinskaja  | 2477     | 8,0    | 2420  |
| 02.   | Marie Sebag          | 2461     | 8,0    | 2406  |
| 03.   | Elisabeth Pähtz      | 2456     | 8,0    | 2395  |
| 04.   | Inna Gaponenko       | 2428     | 8,0    | 2386  |
| 05.   | Antoaneta Stefanowa  | 2464     | 8,0    | 2346  |
| 06.   | Pauline Guichard     | 2392     | 7,5    | 2404  |
| 07.   | Ülviyyə Fətəliyeva   | 2266     | 7,5    | 2402  |
| 08.   | Anna Uschenina       | 2432     | 7,5    | 2381  |
| 09.   | Stavroula Tsolakidou | 2429     | 7,5    | 2373  |
| 10.   | Nana Dsagnidse       | 2513     | 7,5    | 2365  |